# Daïra de Beni Yenni
La daïra de Beni Yenni est une circonscription administrative algérienne située dans la wilaya de Tizi Ouzou et la région de Kabylie. Son chef-lieu est situé sur la commune éponyme de Beni Yenni.

## Communes
La daïra est composée de trois communes: 
- Beni Yenni ;
- Iboudraren ;
- Yatafen.

La population totale de la daïra est de 15 151 habitants pour une superficie de 82,74 km2.

## Localisation
| Daïra de Beni Douala | Daïra de Larbaâ Nath Irathen |                       |
| Daïra d'Ouadhia      | daïra de Beni Yenni          | Daïra d'Aïn El Hammam |
|                      | ? (Wilaya de Bouira)         | Daïra d'Ouacif        |

## Personnalités liées à la daïra
- Lounis Aït Menguellet, poète et musicien, né en 1950 dans le village d'Ighil Bouammas.
- Djaffar Aït Menguellet, poète et musicien, né en 1982 dans le village d'Ighil Bouammas.